# Cassine elliptica
Cassine elliptica là một loài thực vật có hoa trong họ Dây gối. Loài này được (Decne.) Kuntze mô tả khoa học đầu tiên năm 1891.